# Îngerul albastru
Îngerul albastru (titlu original Der blaue Engel) este un film german, el a fost produs între anii 1929 și 1930 sub regia lui Josef von Sternberg în studiourile UFA. Filmul este transpunerea pe ecran a romanului Professor Unrat scris de Heinrich Mann.

## Acțiune
Pe scurt în film în centrul acțiunii apare un profesor în vârstă, care se îndrăgostește de o tânără actriță, dragoste care-i va fi fatală profesorului.

## Distribuție
- Emil Jannings – profesorul Immanuel Rath
- Marlene Dietrich – Lola Lola
- Kurt Gerron – Kiepert, un magician
- Rosa Valetti – Guste
- Hans Albers – Mazeppa
- Reinhold Bernt – bufonul
- Eduard von Winterstein – directorul de școală
- Hans Roth – Pedell
- Rolf Müller – un elev
- Rolant Varno – un elev
- Carl Ballhaus – un elev
- Robert Klein-Lörk – un elev
- Karl Huszar-Puffy – cârciumarul
- Wilhelm Diegelmann – căpitanul
- Gerhard Bienert – polițistul
- Ilse Fürstenberg – servitoarea lui Rath
- Friedrich Hollaender – pianistul
- Wolfgang Staudte – un elev

## Producție
În același timp cu aceași actriță apare în Londra și versiunea engleză sub numele de The Blue Angel.